# Raymond Robinson
Pour les articles homonymes, voir Ray Robinson et Robinson.
Raymond Robinson (né le 3 septembre 1929 à Johannesburg et mort le 4 janvier 2018 à Somerset West) est un coureur cycliste sud-africain. Il a participé aux Jeux olympiques de 1952 et 1956. En 1952, il a obtenu deux médailles : l'argent au tandem, et le bronze au kilomètre.

## Palmarès

### Jeux olympiques
- Helsinki 1952
  -  Médaillé d'argent du tandem
  -  Médaillé de bronze du kilomètre
  - 5e de la vitesse
- Melbourne 1956
  - 5e du tandem

### Championnats nationaux
- Champion d'Afrique du Sud du kilomètre en 1952